# 布蘭德山
47°26′51″N 13°00′16″E / 47.44742°N 13.00437°E

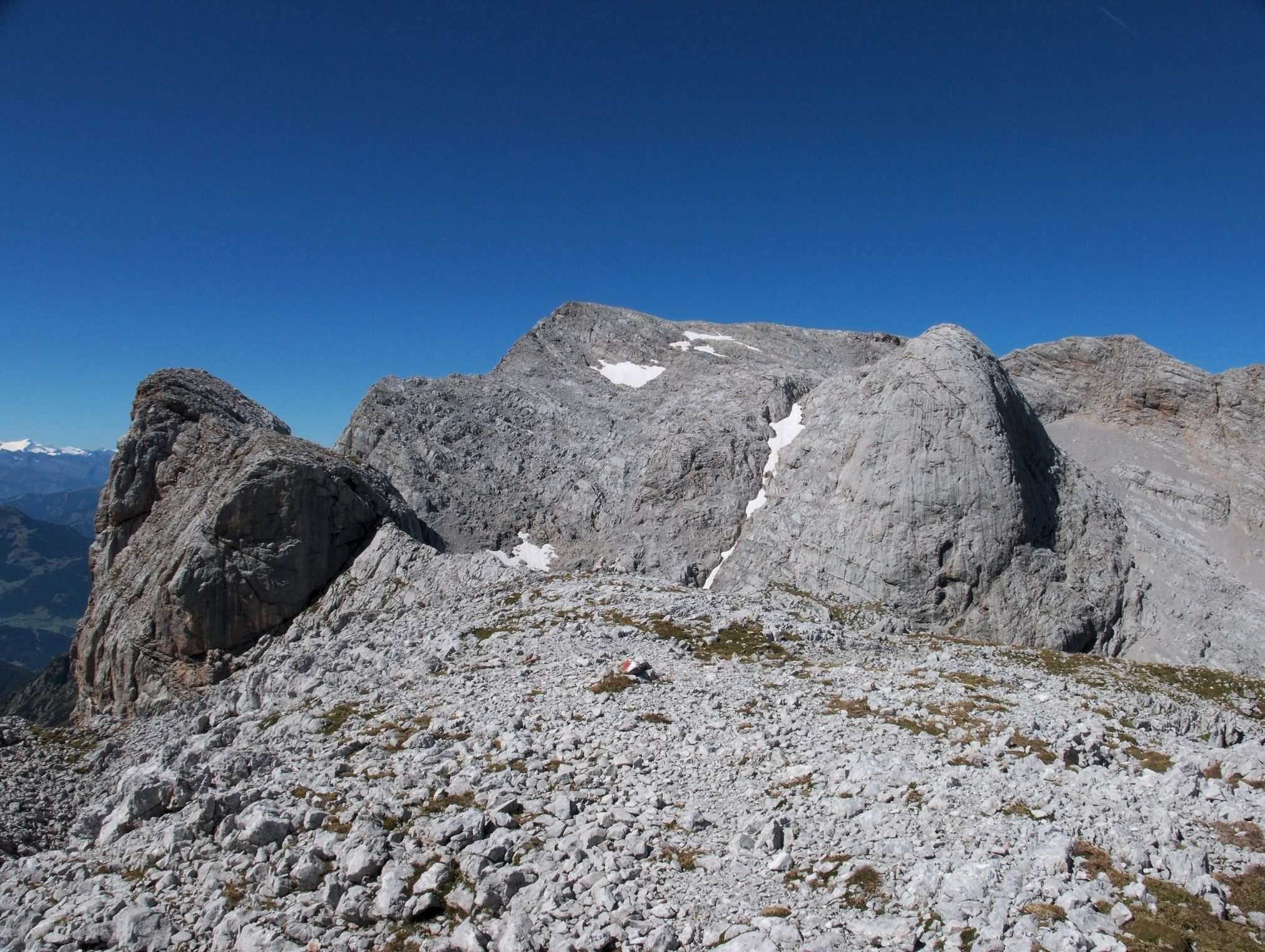

布蘭德山（德語：Brandhorn），是奧地利的山峰，位於該國中部，由薩爾茨堡州負責管轄，屬於貝希特斯加登阿爾卑斯山脈的一部分，距離霍赫塞勒山2.6公里，海拔高度2,610米，每年平均降雨量2,176毫米。